# Ardian
Ardian ist ein albanischer männlicher Vorname. 

## Herkunft und Bedeutung
Er ist illyrischer Herkunft und  vom Stamm der Ardiäer abgeleitet (albanisch Ardianët). Der Name ist in allen albanischsprachigen Gebieten gebräuchlich. Die weibliche Form des Namens ist Ardiana.

## Namensträger
- Ardian Klosi (1957–2012), Publizist und Übersetzer
- Ardian Kozniku (* 1967), Fußballspieler
- Ardian Gjokaj (* 1979), Fußballspieler
- Ardian Gashi (* 1981), Fußballspieler
- Ardian Jevric (* 1986), Fußballspieler
- Ardian Bujupi (* 1991), Sänger
- Ardian Bora (* 1992), Mitglied der Musikformation Dat Adam und Webvideoproduzent

## Organisationen
Ardian (Beteiligungsgesellschaft), französisches Unternehmen